# Fayaliet
Het mineraal fayaliet is een ijzer-silicaat met de chemische formule Fe(II)2SiO4. Het is een vorm van olivijn en behoort tot de nesosilicaten.

## Eigenschappen
Het doorschijnende tot doorzichtige fayaliet heeft een glasglans en de kleur is groengeel of geel tot bruin en zwart. De streepkleur is wit (doorzichtig) en de splijting is onduidelijk volgens kristalvlak [010]. De gemiddelde dichtheid is 4,39 en de hardheid is 6,5. Het kristalstelsel is orthorombisch en het mineraal is niet radioactief.

## Naamgeving
Fayaliet is door Christian Gmelin genoemd naar de typelocatie van het mineraal: het eiland Faial, dat tot de Azoren behoort. Het is in 1840 voor het eerst beschreven.

## Voorkomen
Fayaliet is het ijzerhoudende eindlid van het mineraal olivijn ((Mg, Fe)SiO4), waarvan het magnesiumhoudende eindlid forsteriet is. Als zodanig komt fayaliet voornamelijk voor in ultramafische silica-arme stollingsgesteenten. De typelocatie is het vulkanische eiland Faial, dat tot de Azoren behoort.